# Р-4
Р-4 (К-80, «изделие 36», по классификации МО США и НАТО — AA-5 Ash, рус. зола, пепел) — советская ракета класса «воздух—воздух» средней дальности.
Разработка КБ М. Бисновата.
В середине 1950-х ОКБ-301 С. А. Лавочкина получило техническое задание на разработку дальнего перехватчика — прорабатывалась концепция авиационно-ракетного комплекса, в которой перехватчик теперь рассматривался как составная часть единой системы, состоявшей из самолёта-носителя, ракет класса «воздух-воздух», бортовых радиолокационных средств обнаружения и наведения, а также наземных радиотехнических средств. Однако трудности создания машины и ряд неудач вынудили закрыть программу Ла-250 в 1960 году, далее работы продолжились в ОКБ-156 А. Н. Туполева.
4 июня 1958 года вышло постановление ЦК КПСС и Совмина СССР № 608-293, а вслед за ним — № 1013-482 от 28 августа, о создании авиационно-ракетного комплекса ПВО Ту-28-80. Работы в ОКБ-156 велись под шифром «самолёт 128». 
Для этого комплекса и были созданы всеракусные ракеты К-80.
12 декабря 1963 года приказом Министра обороны № 00134 было изменено официальное название комплекса, самолёта-носителя и ракет: комплекс стал называться Ту-128С-4, самолёт — Ту-128, ракетам К-80 дали серийное обозначение Р-4Р (с полуактивным радарным наведением)  и Р-4Т (с инфракрасным наведением).
Позже появились разновидности Р-4РМ и Р-4ТМ ("модернизированные"), Р-4ТИ, Р-4МР и Р-4МТИ.

## Основные тактико-технические характеристики

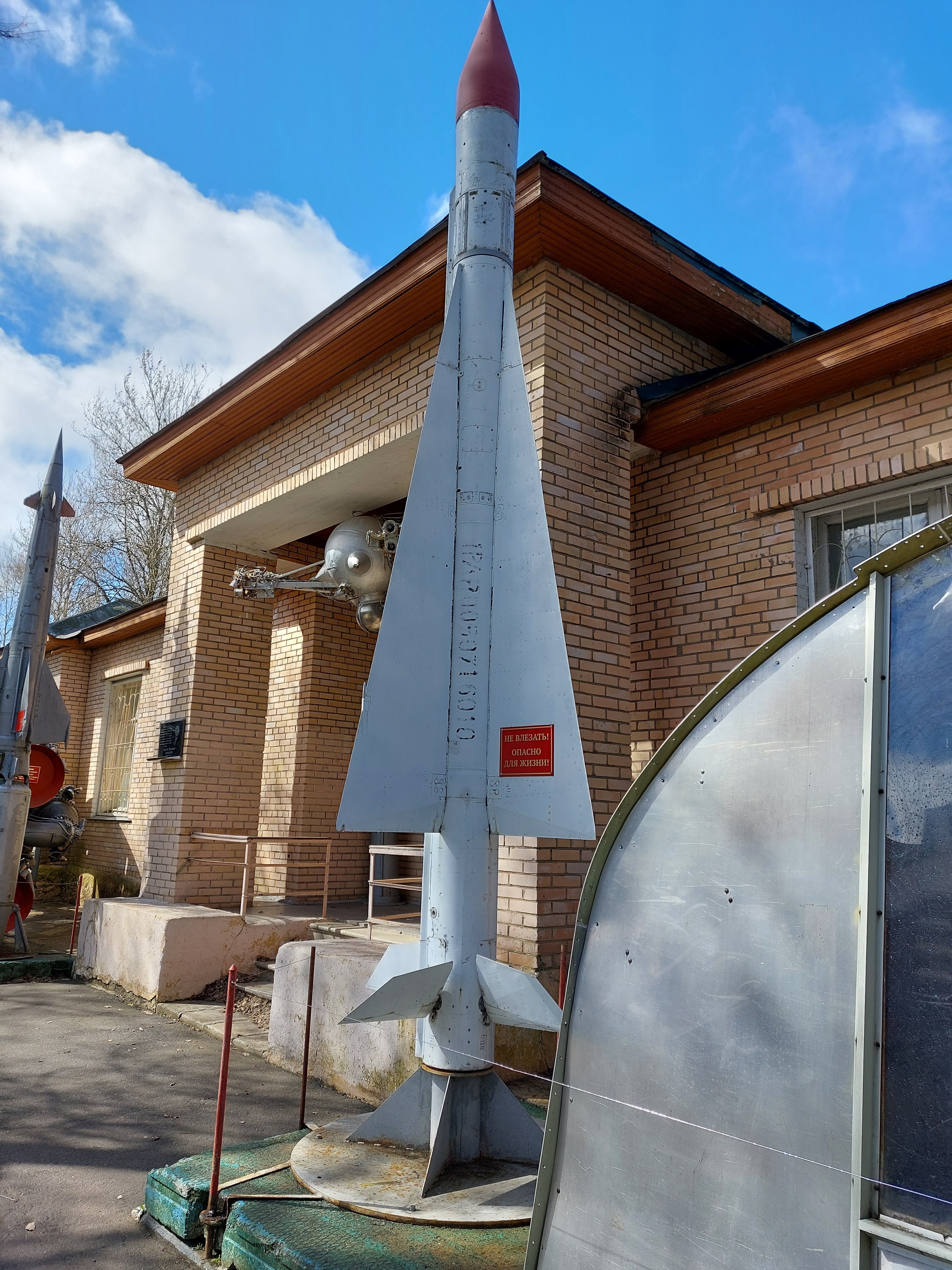
Ракета Р-4Р класса «Воздух воздух»

| Основные тактико-технические характеристики ракет Р-4Р(Т) и Р-4РМ(Т) | Основные тактико-технические характеристики ракет Р-4Р(Т) и Р-4РМ(Т) | Основные тактико-технические характеристики ракет Р-4Р(Т) и Р-4РМ(Т) |
|                                                                      | Р-4Р(Т)                                                              | Р-4РМ(Т)                                                             |
| -------------------------------------------------------------------- | -------------------------------------------------------------------- | -------------------------------------------------------------------- |
| Длина, мм                                                            | 5530                                                                 | 5530                                                                 |
| Диаметр, мм                                                          | 340                                                                  | 340                                                                  |
| Размах крыла/рулей, мм                                               | 1550/1320                                                            | 1227/674                                                             |
| Масса, кг                                                            | 492,5                                                                | 512,5                                                                |
| Масса БЧ, кг                                                         | 53,5                                                                 | 53,5                                                                 |
| Дальность пуска максимальная, км                                     | 16                                                                   | 25                                                                   |
| Дальность пуска минимальная, км                                      | 2                                                                    | 2                                                                    |
| Время управляемого полёта, с                                         | 40                                                                   | 40                                                                   |
| Максимальная скорость цели, км/ч                                     | 2000                                                                 | 2500                                                                 |